# Лео Лауккі
Лео Карлович Лауккі (Курютин) (фін. Leo Laukki (Kurutin), справжнє ім'я — Леонард Леопольд Ліндквіст (фін. Leonard Leopold Lindquist), 22 листопада 1880 — 15 вересня 1938) — фінський комуніст.

## Біографія
Навчався спочатку у Фінляндії, потім в Катеринославі у військовій школі. Короткий час служив в армії. У 1905 р. вступив в фінляндську соціал-демократичну партію. Вів роботу серед фінських офіцерів, в російських полках і серед запасних. У 1906 р. був помічником капітана Кока, начальника фінської Червоної гвардії. Під час Свеаборгського повстання був прихильником активної участі в повстанні. Став начальником червоної гвардії після Кока, працював спільно з фінляндською військовою організацією більшовиків. Був делегатом від СДПФ на конференції військово-бойових організацій у Таммерфорсі. У 1906 році працював в Таммерфорській газеті.

### В США
У 1907 р. емігрував до США. Належав до лівого крила Соціалістичної партії Америки, її фінської секції і ІРС. Був завідувачем фінським робочим коледжем (партійною школою) в Смітвіллі, передмісті Дулут. Під час першої світової війни організовував страйки. В 1919 на великому процесі по справі ІРС в Чикаго був засуджений на 20 років тюремного ув'язнення і 20 000 доларів штрафу. Перебував в ув'язненні у в'язниці Форт Левенворт з 7 вересня 1918 по 30 квітня 1919 року, коли був звільнений під заставу і втік в Росію.

### В СРСР
Лауккі прибув в Радянську Росію навесні 1921 року. Він не відразу відмовився від співчуття до синдикалізму, але вступив у ВКП(б) і КПФ, і в 1921 році був обраний до ЦК КПФ. Лауккі підтримав в керівництві партії Ейно Рах'я, після чого в 1925 році був виведений з ЦК як «рах*яліст»:129–132.
Після втрати впливу в керівництві фінських комуністів Лауккі працював у ряді радянських установ. Був проректором Ленінградського університету нацменшин Заходу, працював в Свердловському університеті. У 1930-ті роки був кореспондентом ТАРС у Тегерані. Там одружився з технічним співробітником посольства СРСР в Тегерані Зої Михайлівні.
На початку 1930 був завідувачем кафедри філософії та ленінізму Інституту хутрового звірівництва в Балашисі, в 1931 році на короткий час змінив першого директора інституту М. С. Погребовського на цьому посту. Але незабаром повернувся на колишню посаду і залишався на ній до весни 1937 року, коли його перевели в Дніпропетровськ завідувати такою ж кафедрою там.
З літа 1937 по 1938 рік — завідувач кафедри філософії Дніпропетровського інституту залізничного транспорту, проживав у Дніпропетровську: вул. Севастопольна, професорський будинок № 3. Лауккі був популярним викладачем. Його лекції студенти зустрічали оваціями, а після закінчення курсу «качали» професора, підкидаючи його в повітря:251. Через пів року його арештували.
Незалежна поведінка Лауккі зрештою стала причиною його подальшої долі. У 1937 році Лауккі був виключений з парткому інституту. Причиною стала заява Отто Куусінена, в якому він оголосив Лауккі ненадійним комуністом, бо той колись підтримував його супротивника Ейно Рах'ю:129–132. У відповідь Лауккі відправив Куусінену лист, в якому спробував спростувати висунуті проти нього звинувачення. Він визнав, що допустив помилку, підтримавши Рах'ю в 1925 році, але також ставив питання — припустив він принципові помилки за останні кілька років? Лауккі стверджував, що за минулі роки він виявив «десятки троцькістів і кілька бухарінських контрреволюційних фашистів», хоча він і не зміг у свій час розпізнати єресь Рах'я.
Заарештований 9 лютого 1938. Засуджений ВКВС СРСР 15 вересня 1938 р. за звинуваченням в участі в контрреволюційній терористичній організації. Розстріляний і похований на полігоні «Коммунарка» 15 вересня 1938. Реабілітований 30 листопада 1966.

## Родина
- Дружина — Зоя Михайлівна Лауккі[4]
  - Син — Ілля Лауккі (нар. 1928)